# William Montagu (2e comte de Salisbury)
Pour les articles homonymes, voir William Montagu.
William Montagu (25 juin 1328 – 3 juin 1397), 2e comte de Salisbury, fut un noble anglais, commandant de l'armée anglaise durant les campagnes en France du roi Édouard III d'Angleterre lors de la guerre de Cent Ans.

## Biographie
Fils aîné de William Montagu, 1er comte de Salisbury, et de Catherine Grandisson, il nait à Donyatt dans le Somerset. Il hérite du titre de comte à la mort de son père, en 1344. Il épouse Jeanne de Kent, sans savoir qu'elle a déjà été secrètement mariée à Thomas Holland. Après plusieurs années de vie commune, le contrat de mariage avec Montagu esr annulé par le Pape (1349).
En 1350, Montagu est chevalier de l'Ordre de la Jarretière. Au cours des années qui suivent, il commande plusieurs armées anglaises lors d'expéditions en France, notamment la chevauchée vers le Languedoc (1355) et la bataille de Poitiers (1356). En 1360, il est du nombre des émissaires qui négocièrent lors du traité de Brétigny.
Durant les années suivantes où la paix a été retrouvée, Montagu sert comme membre au Conseil du roi. Toutefois, en 1369, il retourne à la guerre au service de Jean de Gand qui mène des expéditions dans le nord de la France. Montagu participe aussi à d'autres expéditions armées afin de négocier des trêves avec les Français. Il aide aussi Richard II d'Angleterre à mater la rébellion du paysan Wat Tyler. En 1385, il accompagne Richard lors de ses expéditions en Écosse.

## Descendants
En 1392, il vend le trône de l'île de Man à William le Scrope de Bolton. Il épouse Elizabeth, fille de Jean de Mohun, neuvième seigneur de Mohun de Dunster. Tous deux vivent à l'abbaye de Bisham dans le Berkshire et ont un fils et deux filles. Le fils, William Montagu, épouse Elizabeth d'Arundel FitzAlan, fille de Richard FitzAlan, 4e comte d'Arundel, mais est tué lors d'un tournoi en 1383, ne laissant aucun descendant. Lorsque William Montagu l'Aîné meurt en 1397, son comté passe à son neveu John Montagu, 3e comte de Salisbury. Une des sœurs de William, Philippa (morte le 5 janvier 1382), épousa Roger Mortimer, deuxième comte de March.

## Référence
- (en) Cet article est partiellement ou en totalité issu de l’article de Wikipédia en anglais intitulé « William de Montacute, 2nd Earl of Salisbury » (voir la liste des auteurs).